# Fornos do Pinhal
Fornos do Pinhal is een plaats (freguesia) in de Portugese gemeente Valpaços en telt 347 inwoners (2001).